# Вилингурт
Вилингу́рт (рос. Вылынгурт) — присілок у складі Сюмсинського району Удмуртії, Росія.
Населення — 67 осіб (2010; 93 в 2002).
Національний склад (2002):
- удмурти — 88 %

## Урбаноніми[3]
- вулиці — Мельнична, Механізаторів, Механізаторська, Центральна